# 미랄렘 술레이마니
미랄렘 술레이마니(Miralem Sulejmani, Миралем Сулејмани, 1988년 12월 5일 ~)는 세르비아의 축구 선수로, 현재 소속이 없다.